# Звёздное пятно
Звёздное пятно (англ. Starspot) — явление на поверхности звезды, аналогичное солнечному пятну. Пятна размером с солнечное пятно невозможно обнаружить на других звёздах, поскольку они создают крайне малые изменения светимости. Обычно наблюдаются звёздные пятна, по размерам заметно превышающие пятна на Солнце: пятнами может быть покрыто до  30% поверхности звезды, что соответствует в 100 раз более крупному, чем типичное солнечное, пятно.

## Обнаружение и измерения
Для обнаружения и измерения протяженности пятна используются несколько методов.
- Для быстро вращающихся звёзд используется метод на основе эффекта Доплера и Зеемана-Доплера[1]. С помощью второго метода можно определить направление и величину магнитного поля, поскольку линии в спектре расщепляются в соответствии с эффектом Зеемана.
- Для медленно вращающихся звёзд используется метод на основе сопоставления глубины линий. При этом наблюдают две линии, одна из которых чувствительна к температуре, а другая — нет. Поскольку пятна обладают меньшей температурой, чем окружающая фотосфера, то глубина чувствительной к температуре линии будет меняться по поверхности. Различие глубин двух линий позволяет оценить температуру и размер пятна, причем точность оценки температуры составляет 10K.
- Для затменных двойных звёзд можно получать карты распределения пятен на обеих звёздах[2].
- Для звёзд-гигантов в двойных системах можно применять методы интерферометрии со сверхдлинными базами[3][4]
- Для звёзд с прохождением планеты по диску звезды можно применить анализ вариаций кривой блеска[5].

## Температура
Наблюдаемые звёздные пятна обладают температурой на 500–2000 K ниже, чем температура окружающей фотосферы. Различие температур приводит к изменению видимого блеска до 0,6 звёздной величины. По-видимому, существует соотношение между температурой пятна и температурой фотосферы, то есть звездные пятна могут обладать сходными характеристиками у звёзд одного спектрального класса.

## Время жизни
Время жизни пятна зависит от его размера.
- Для небольших пятен время жизни пропорционально размеру пятна и схоже с временем жизни солнечных пятен[6].
- Для крупных пятен размер зависит от дифференциального вращения звезды, но есть некоторые признаки того, что крупные пятна, дающие значительные вариации блеска, могут существовать несколько лет даже у звёзд с явным дифференциальным вращением[6].

## Циклы активности
Распределение звёздных пятен по поверхности звезды меняется аналогично ситуации на Солнце, но для разных типов звёзд характер распределения может быть разным, отличия будут наблюдаться и у двойных звёзд. У других звёзд также наблюдаются циклы активности по типу солнечных 11-летних циклов. Некоторые звёзды обладают более длинными циклами активности, возможно, приводящими к эффектам типа минимума Маундера.